# سگورا د لا سیرا
سِگورا دِ لا سیِرا (به اسپانیایی: Segura de la Sierra) یکی از دهستان‌های استان خائن اندلس در کشور اسپانیا است. این شهر با مساحت ۲۲۴ کیلومتر مربع، ۱۹۸۲ تن جمعیت دارد.